# 光州南部警察署
光州南部警察署（クァンジュナムブけいさつしょ）は、光州地方警察庁所管の警察署である。

## 管轄区域
- 南区

## 沿革
- 1992年10月17日 - 全南地方警察庁の警察署として開署。
- 1993年10月18日 - 庁舎完成。
- 1995年10月19日 - 大村派出所を光山警察署から編入。
- 2007年7月2日 - 光州地方警察庁に所属変更。

## 組織
- 警務課
- 生活安全課
- 刑事課
- 捜査課
- 情報保安課
- 警備交通課

## 管轄地区隊
- 白雲地区隊

## 管轄派出所
- 芳林派出所
- 孝徳派出所
- 珠月派出所
- 楊林派出所
- 大村派出所